# Ouezzane
Ouezzane oder Ouazzane (arabisch وزان, DMG Wazzān, marokkanisches Tamazight ⵯⴰⵣⴰⵏ) ist eine etwa 60.000 Einwohner zählende Provinzhauptstadt in der Region Tanger-Tétouan-Al Hoceïma im Norden Marokkos. Die Stadt gilt wegen ihrer Scherifen und einer dort ansässigen Sufi-Bruderschaft als eines der wichtigsten religiösen Zentren Marokkos bzw. als „heilige“ Stadt.

## Lage und Klima
Ouezzane liegt in den südwestlichen Ausläufern des Rif-Gebirges im Übergang zur Rharb- oder Gharb-Ebene in einer Höhe von etwa 300 bis 400 m; der Jbel Bou Hellal (610 m) dominiert den Ort. Die Entfernungen nach Chefchaouen und Tétouan betragen ca. 70 km (Fahrtstrecke) bzw. 125 km in nordöstlicher Richtung; Ksar-el-Kebir und die Küstenstadt Larache liegen etwa 55 km bzw. 85 km in nordwestlicher Richtung. Das Klima ist für marokkanische Verhältnisse durchaus regenreich; die durchschnittlichen jährlichen Niederschlagsmengen liegen bei ca. 845 mm und sie fallen überwiegend im Winterhalbjahr.

## Bevölkerung
| Jahr      | 1994   | 2004   | 2014   | 2024   |
| Einwohner | 52.168 | 57.972 | 59.606 | 57.737 |

Die Einwohner von Ouezzane sind nahezu ausschließlicher berberischer Abstammung (Rifkabylen); gesprochen werden sowohl Tarifit als auch Marokkanisch-Arabisch. Die meisten ehemals hier lebenden Juden sind nach der Gründung des Staates Israel (1947) und vor allem nach der Unabhängigkeit Marokkos (1956) ausgewandert.

## Wirtschaft
Früher lebten die Bewohner des zu Beginn der Französischen Protektoratszeit (1912) nur etwa 3000 Einwohner zählenden Ortes als Halbnomaden und als Selbstversorger von der Viehzucht (Schafe, Ziegen, Hühner), ein wenig Feldwirtschaft (Gerste, Gemüse) und Baumfrüchten (Oliven, Äpfel, Birnen, Kirschen etc.); Weberei, Handwerk und Kleinhandel spielen noch immer eine gewisse Rolle. Heute ist die Stadt ein regionales Dienstleistungszentrum mit Verwaltungsbehörden, Banken, Ausbildungsstätten, Gesundheitszentren etc.

## Legenden und Geschichte
Die Stadt und die dortigen Linien der Abkömmlinge des Propheten Mohammed sollen der Legende nach schon im 9. Jahrhundert von einem der Söhne Idris II., der sich Ouezzane niedergelassen hatte, gegründet worden sein. Offiziell aber geht die Gründung erst auf den Alawiden Abdallah Ben Ismaïl im Jahr 1727 zurück. Für viele seiner heutigen Nachkommen sind – im Gegensatz zu den meisten Arabern und Berbern – grüne Augen typisch. Die Häufung dieser genetischen Merkmale im Norden Marokkos ist nicht mit häufigeren Vermischungen mit Spaniern und Franzosen zu erklären, denn auch der Stamm der Beni Sliman, die größtenteils im Raum Casablanca leben, ist mehrheitlich grünäugig und in Ouezzane trat dieses Phänomen schon vor der Kolonialzeit auf. Im Gegensatz zum übrigen Marokko war Ouezzane noch bis 1920 nicht von Kolonialtruppen besetzt. 1925 scheiterte ein Versuch der aufständischen Rif-Kabylen, Ouezzane zu erobern. 1937 aber kam es zu einem kurzen Aufstand gegen die Kolonialmacht, in den auch der aus Ouezzane stammende patriotische Politiker Muhammad Hassan al-Wazzani verwickelt war.
Die wichtigsten Scherifen-Familien in Ouezzane sind die Dar und Admana. Auch das heutige marokkanische Königshaus bezeichnet sich als Alawiden (Aliden), d. h. Nachkommen Mohammeds, Alis, Fatimas und Hassans. Zumindest in Teilen der „echten“ Scherifen von Ouezzane aber wird diese Abkommenschaft unter vorgehaltener Hand angezweifelt. Die Alawiden waren erst im 13. Jahrhundert eingewandert, als in Marokko die von den Idrisiden abstammenden Meriniden zur Macht gekommen waren und die Scherifen zu fördern begannen.
Bemerkenswert ist der Umstand, dass König Mohammed V. 1961 nur kurz nach einem Besuch in Ouezzane verstarb. Damals kam das Gerücht einer Vergiftung auf. Fest steht nur, dass sein Nachfolger Hassan II. niemals Ouezzane besucht hatte. Hassans Nachfolger, der jetzige König Mohammed VI., unternahm zwar nach seinem Amtsantritt eine ausgedehnte Reise durch alle Städte des Landes, hatte aber ausgerechnet Ouezzane davon ausgenommen und bis heute gemieden.

## Sehenswürdigkeiten
- Die Medina von Ouezzane mit ihren verwinkelten und teilweise überbauten Gassen ist bei weitem urtümlicher, aber letztlich nicht so reizvoll wie die von Chefchaouen.
- Für die Marokkaner ist das wesentlichste Bauwerk die Pilgermoschee der Tabiya-Bruderschaft (Zaouia) mit ihrem achteckigen Minarett.
- Auch das Äußere der auf Anordnung Hassans II. anstelle eines Vorgängerbaus errichteten und im Jahr 1968 geweihten Moschee Moulay Abdallah ist durchaus sehenswert.

## Sonstiges

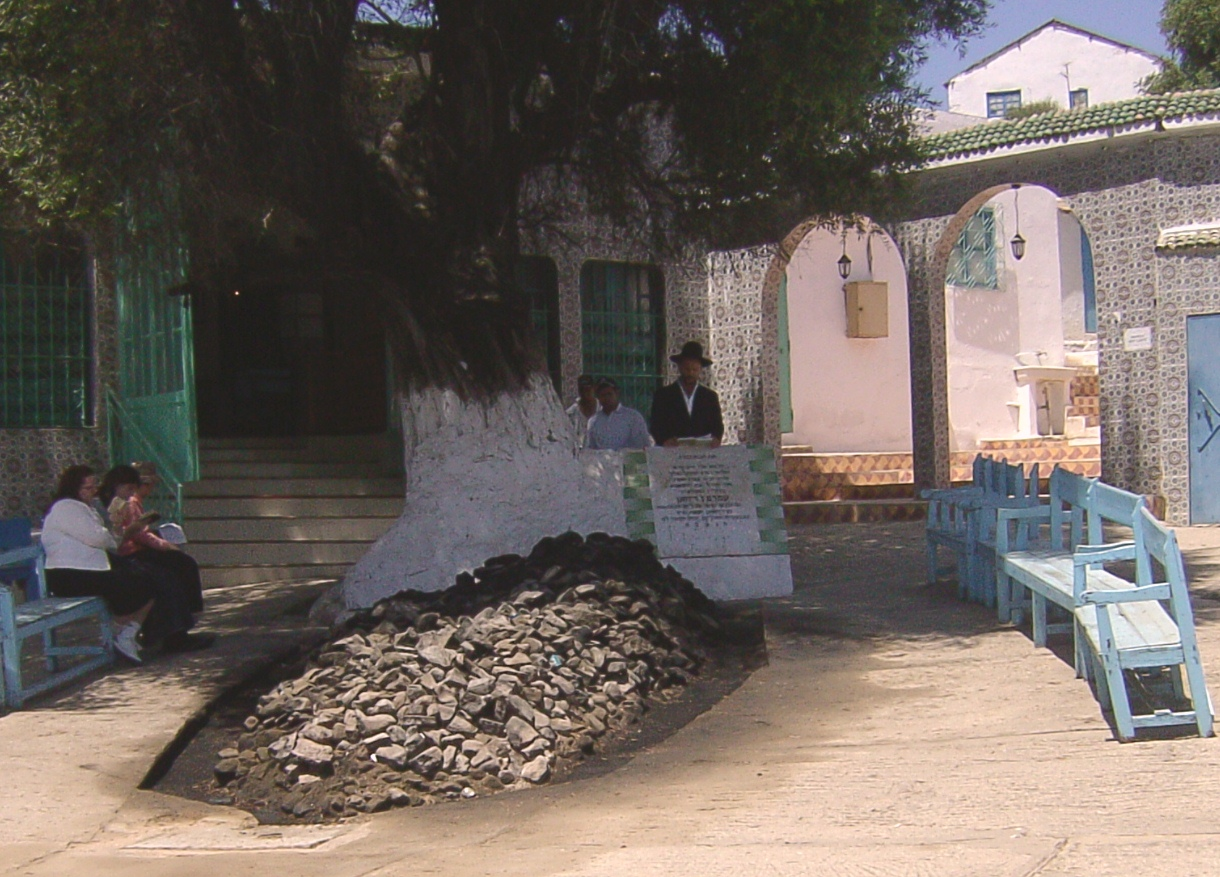
Grab Amran Ben Diwans in Asjen

Ouezzane ist auch für marokkanische Juden eine heilige Stätte. Ca. 10 km nordwestlich der Stadt, im Rif-Gebirge, liegt das Bergdorf Asjen mit der Grabstätte des Rabbiners Amran Ben Divan, auch „Moul Anrhaz“ genannt, der auf einer Reise von Hebron, seinem Wohnort Hebron im Heiligen Land, im Jahr 1782 hier verstarb. Typisch für die religiöse Kultur der von Berbern bewohnten Regionen in Marokko ist die Tatsache, dass sowohl Muslime als auch Juden diesen Mann bis heute als Heiligen verehren (vgl. auch Sefrou). Die Wallfahrt zu Ehren dieses Marabout heißt bei den Muslimen moussem, bei den Juden hiloula.

## Persönlichkeiten
- Mohamed Reda el-Aaraby (* 1989), Langstreckenläufer